# Abu Bakr ibn Umar
Abu Bakr ibn Umar ibn Ibrahim ibn Turgut, včasih s pristavkom al-Sanhadži ali al-Lamtuni (arabsko  أبو بكر بن عمر), je bil poglavar berberskega plemena Lamtuna in od leta 1056 do svoje smrti emir Almoravidov, * ni znano, † 1087.
Abu Bakru pripisujejo ustanovitev maroškega mesta Marakeš in uničenje krivoverskih Bargavatov. Leta 1076 je osvojil Koumbi Saleh, prestolnico ganskega imperija. Pripisujejo mu zasluge, da je v ta del zahodne podsaharske Afrike prinesel islam. Novembra 1087 je v Senegalu umrl zaradi zastrupljene puščice.

## Življenje
Abu Bakr ibn Umar je bil član Banu Turguta, klana Berberov Lamtuna. Njegov brat Jahja ibn Umar al-Lamtuni je bil poglavar Lamtunov, ki je skupaj z malikijskim učiteljem Abdalahom ibn Jasinom v zgodnjih 1050. letih začel gibanje Almoravidov (murabitūn).
Po smrti Jahje ibn Umarja spomladi 1056 v bitki pri Tabfarili je duhovni vodja gibanja Abdalah ibn Jasin imenoval Abu Bakra za novega vojaškega poveljnika Almoravidov. Istega leta je Abu Bakr ponovno zavzel Sijilmaso v posesti plemenske zveze Zenata. Da bi mesta ne izgubil, je zavaroval ceste in doline v južnem Maroku.  Na svojo stran je dobil plemeni Sanhadža Lamta in Gazzula. Leta 1057 je zasedel lokalno prestolnico Taroudannt. Abdalah ibn Jasin je s pogajanji sklenil zavezništvo z Berberi Masmuda iz Visokega Atlasa, kar je Almoravidom omogočilo, da so leta 1058 z malo odpora prečkali gorovje in zavzeli kritično citadelo Aghmat. Navdušen nad očitno lahkotnostjo svojega napredovanja se je Abdalah ibn Jasin z lahkim spremstvom podal v zahodni Maroko in bil nemudoma ubit. Abu Bakr se je za njegovo smrt kruto maščeval.
Po smrti duhovnega vodje Abdalaha ibn Jasina so Almoravidi ostali pod izključnim Abu Bakrovim poveljstvom. Abu Bakr je nadaljeval z izvajanjem svojih načrtov, vendar ni prevzel vloge verskega vodje. Prevzel je sorazmerno skromen naziv amir al-Muslimin (princ muslimanov) in ne na primer kalifskega naziva amir al-Mu'minin (poveljnik pravovernih).
Abu Bakr se je poročil z Zajnab an-Nafzavijo, najbogatejšo žensko v Aghmatu, ki mu je pomagala krmariti v zapleteni politiki južnega Maroka. Abu Bakra, kmečkega puščavskega bojevnika, sta gneča v Aghmatu in dvorno življenje dušila. Leta 1060/61 je s svojimi podporniki zapustili mesto in postavil tabor za svoj štab na pašnikih ob reki Tensift. Šotore so sčasoma nadomestile zidane zgradbe in iz tabora se je postopoma razvilo mesto Marakeš.
Svojega bratranca Jusufa ibn Tašfina je postavil na čelo Aghmata in ga zadolžil za vzdrževanje fronte proti Zenati na severu. Jusuf je v nizu pohodov 1060. letih osvojil več trdnjav na severu Maroka in leta 1070 osvojil maroško glavno mesto Fes. Med Almoravidi, zlasti med puščavskimi klani v Sahari, se je pojavilo nezadovoljstvo zaradi dragih in nesmiselnih pohodov proti severu.
Potem ko je zadušil nezadovoljstvo plemen v Sahari, se je Abu Bakr leta 1072 vrnil na sever Maroka, kjer je Jusuf ibn Tašfin že okusil slast oblasti,  ki se ji ni nameraval odreči.  Na ravnici Burnoose med Marakešem in Aghmatom se je srečal z Abu Bakrom in na pogajanjih dosegel, da mu je Abu Bakr prepustil oblast na severu Maroka. Iz spoštovanja do svojega nekdanjega voditelja je Jusuf do svoje smrti obdržal Abu-Bakrovo ime na almoravidskih kovancih.
Abu Bakr se je vrnil v Saharo in poveljeval južnemu krilu Almoravidov. Leta 1076 je sprožil nov niz pohodov proti dominionom Ganskega cesarstva, zato se mu pogosto pripisuje zasluge za širjenje islama na južnem obrobju Sahare. Njegovi pohodi naj bi segli vse do Malija in Gaa.
Abu Bakr ibn Umar je leta 1087 umrl. Njegove posesti so bile po njegovi smrti razdeljene med njegove sinove in nečake.
Mavretansko ustno izročilo pravi, da je bil Abu Bakr ubit v spopadu z Gangari (Soninke Vangara iz regije Tagant v južni Mavretaniji). Zadela ga je puščica starega in slepega poglavarja Gangarov na prelazu Khma med gorama Tagant in Assab na poti v Gano.
Po ustnem izročilu Volofov ga je blizu jezera Rzik malo severno od  Senegala ubil  sererski lokostrelec po imenu Amar Godomat. Abu Bakr je zapustil nosečo ženo Fâtimato Sal, ki je rodila sina, legendarnega Amadouja Boubakarja ibn Omarja, bolj znanega kot Ndiadiane Ndiaje, ki je ustanovil kraljestvo Wolof Waalo v spodnjem toku reke Senegal.

## Vira
- Ibn Idhari. al-Bayan al-Mughrib|Al-bayan al-mughrib. Part III. Prevod A. Huici Miranda.  Valencia, 1963.
- Nehemia Levtzion, J.F.P. Hopkins. Corpus of early Arabic sources for West African history.  Cambridge University Press, 1981.  ISBN 0-521-22422-5

| Abu Bakr ibn Umar AlmoravidiRojen: ni znano Umrl: 1087                |                            |                             |
| Vladarski nazivi                                                      |                            |                             |
| Predhodnik: Jahja ibn Umar al-Lamtuni in na začetku Abdalah ibn Jasin | Emir Almoravidov 1056–1087 | Naslednik: Jusuf ibn Tašfin |